# Insurrezione del 12 germinale anno III

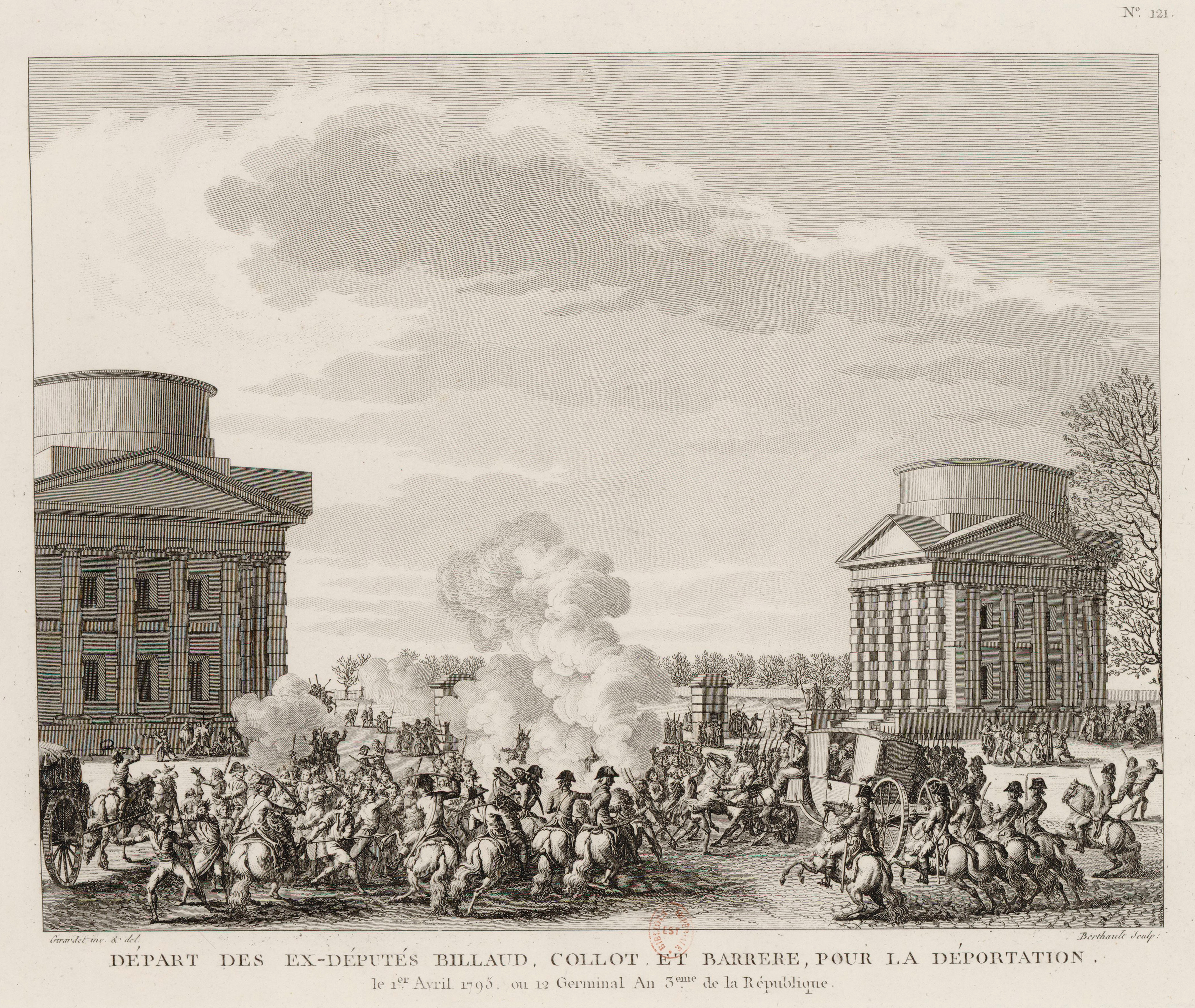
Scontri durante l'insurrezione di germinale: la folla tenta di liberare Billaud-Varenne, Collot d'Herbois e Bertrand Barère

La insurrezione del 12 germinale anno III (1º aprile 1795) fu una grande sollevazione montagnarda e popolare a Parigi, diretta contro la Convenzione termidoriana.

## Antefatti

### La caduta dei Giacobini
Il 9 termidoro (28 luglio 1794) furono arrestati e condannati Maximilien de Robespierre e 103 suoi seguaci, fra i quali Louis Antoine de Saint-Just. I sopravvissuti deputati montagnardi alla Convenzione, ormai netta minoranza, furono da allora definiti Crêtois, in quanto formavano la "creta". I giacobini cominciarono ad essere tormentati dalla cosiddetta jeunesse dorée dei moscardini, ispirata da Louis Fréron, Jean-Lambert Tallien, e Antoine Merlin de Thionville. Il club dei Giacobini fu chiuso il 12 novembre.

### La lunga scia delle vendette
Dopo di che continuò la scia delle vendette: il 28 marzo ebbe inizio il processo ad Antoine Quentin Fouquier-Tinville, già accusatore pubblico del Tribunale rivoluzionario in processi quali, fra gli altri, quelli contro Maria Antonietta, molti Girondini, e Georges Danton. Processato a partire dal 28 marzo, fu condannato il 6 maggio, con quindici altri.
L'8 marzo fu votata la reintegrazione dei girondini (proscritti il 2 giugno 1793) sopravvissuti alla ghigliottina.

## La politica di pacificazione della Convenzione termidoriana

### La prima pacificazione della Vandea
Il 1º dicembre Jean-Baptiste Carrier, deputato alla Convenzione e già autore dei famosi massacri di Nantes seguiti alla vittoria di Le Mans sui realisti vandeani, fu ghigliottinato. Eliminato il grande massacratore, il 27 nevoso (16 gennaio) la Convenzione accordò pieni poteri ai negoziatori incaricati di trattare la pace con i ribelli vandeani. Fra il 24 ed il 29 piovoso (12-17 febbraio 1795) François-Athanase Charette de La Contrie, capo della ribellione vandeana, poté negoziare la vantaggiosa Pace di La Jaunaye, che consentiva la libertà religiosa, concedeva l'amnistia, esentava gli insorti dal servizio militare e consentiva loro di conservare le proprie armi, inquadrati in una Guardia Territoriale solo teoricamente parte della Guardia Nazionale della Repubblica.
Simili accordi furono sottoscritti anche il seguente 20 aprile a La Prévalaye (vicino a Rennes) con i rappresentanti degli chouan, guerriglieri bretoni, e poi ancora il 2 maggio a Saint-Florent, con Jean Nicolas Stofflet e gli ultimi vandeani ancora in armi.

### La prima pace di Basilea
Erano, infine, in corso le trattative di pace che avrebbero portato, il 5 aprile, alla prima pace di Basilea con la Prussia di Federico Guglielmo III: un trattato dalle enormi conseguenze, in quanto, alla lunga, consentì alla Francia di battere l'Austria, ma decisamente malvista dalla sinistra montagnarda.

### La stabilizzazione dei prezzi
Il 24 dicembre 1794 la Convenzione abolì il cosiddetto maximum generale, che aveva causato una drammatica contrazione del commercio e, il 2 gennaio, fu ristabilita la libertà di commercio con l'estero. Tali provvedimenti, indispensabili per la ripresa economica e le casse pubbliche, provocarono, com'era atteso, un drastico innalzamento del prezzo dei generi alimentari. A ciò si aggiunse un inverno più lungo e freddo del normale, con la Senna gelata per diverse settimane. Nella capitale mancavano pane, legna, carbone, olio e numerosi furono i morti per freddo e fame. Per soprannumero, l'eccessiva emissione di assegnati provocò una enorme inflazione, con connessa perdita del potere d'acquisto di coloro che non potevano ricorrere alla moneta metallica, ovvero ad approvvigionamenti diretti.

### Il rafforzamento dei realisti
Tale situazione fu sfruttata dalle due opposizioni: i realisti, anzitutto, non certo rassegnati, che si rafforzavano nella Guardia Nazionale e miravano ad un colpo di Stato militare; e poi gli ex-montagnardi, ora Crêtois, che miravano all'insurrezione urbana.

## L'insurrezione

### Preludio: il 27 ventoso
Si mossero prima i secondi: già il 27 ventoso (17 marzo) la Convenzione era stata assediata dalla folla ed aveva dovuto dare udienza a delegati delle sezioni cittadine che domandavano pane, finché non si erano ritirati di fronte alla promessa, del presidente dell'assemblea Boissy d'Anglas, che erano pronti 1.900 sacchi di farina. Moti che si ripeterono il 1 germinale (21 marzo), in uno stato perenne di agitazione.

### L'occupazione della sala della Convenzione
L'agitazione riprese il 12 germinale (1º aprile) quando una gran folla, a partire dal faubourg Saint-Antoine, scese in piazza al grido di "Pane e la Costituzione del 1793": questa volta, alle rivendicazioni sociali, si univa la richiesta di applicazione della Costituzione dell'anno I, mai entrata in vigore, che prevedeva il suffragio universale.
La folla invase la Convenzione, riunita nella sala delle Tuileries, accolta dagli applausi della sinistra, mentre la maggioranza dei delegati, con il presidente Antoine Claire Thibaudeau, evacuavano la sala.

### Assenza di iniziativa e ripresa termidoriana
L'azione dei Crêtois, tuttavia, non ebbe ulteriori sviluppi. Cosa che non avvenne con i termidoriani, che poterono affidarsi al generale Pichegru, di passaggio a Parigi, probabilmente per appoggiarvi un tentativo monarchico di reparti della Guardia Nazionale: questi assunse il comando di detti reparti e, affiancato come secondi dal Barras e dal Thionville, disperse la manifestazione, benché non si siano registrate vittime. Il giorno successivo Pichegru represse nel sangue una nuova sommossa al faubourg Saint-Antoine, un quartiere operaio centro propulsore delle ribellioni dei sanculotti.

## La repressione
Dopo di che, essi sfruttarono l'occasione per perseguire i capi della, più o meno spontanea, sollevazione, in linea con una legge proposta dal Sieyès e votata già il 1 germinale, che prevedeva la pena di morte per gli autori di movimenti sediziosi contro la Convenzione. Anzitutto si procedette contro quattro deputati montagnardi, già messi in stato di accusa il 2 marzo per atti commessi prima del 9 termidoro: Billaud-Varenne, de Vieuzac e Collot d'Herbois e Vadier vennero colpiti (senza processo) da un decreto di condanna alla deportazione in Guiana.
Quindi si procedette contro altri capi degli ex-montagnardi deputati (Amar, Bourdon, Lecointre, Levasseur, Bayle; Cambon e Thuriot che si resero latitanti, i prigionieri semplici Pache e Rossignol) che furono colpiti da un decreto di accusa del 16 germinale (5 aprile) e, per lo più, rinchiusi nella fortezza di Ham, in Piccardia. Il 10-11 aprile seguirono diverse azioni di sequestro di armi, nei quartieri e negli ambienti vicini agli arrestati.
Il 7 maggio fu ghigliottinato a Parigi Fouquier-Tinville, già pubblico accusatore del Tribunale rivoluzionario, insieme ad altri 14 fra componenti e collaboranti del Tribunale rivoluzionario.

## Conseguenze
Nel complesso, tuttavia, l'azione repressiva non aveva scalfito la base di consenso popolare dei montagnardi, che furono anzi in grado di organizzare, di lì a poco meno di due mesi, un ultimo e sanguinoso tentativo di rivalsa: la giornata del 1 pratile (20 maggio), che segnò la definitiva caduta del "partito giacobino".